# Berrit Arnold
Berrit Arnold (n. 13 martie 1971, Erfurt, RDG) este o actriță germană.
Arnold ajunge să fie cunoscută prin rolul Annalena Bergmann din filmul serial TV Marienhof.
În afară de acest serial mai joacă roluri secundare în filmele Verschollen și SOKO 5113. În octombrie 2004 poza ei apare în magazinul german playboy.

## Filmografie (selectată)
- 2004–2005: Verschollen
- 1999–2001: SOKO 5113
- 1994–1998, 2001–2004, 2005, 2007, din 2010: Marienhof
- 2009: Alarm für Cobra 11 – Die Autobahnpolizei (urmare: Wer einmal lügt…)